# Поповци (Софийска област)
Вижте пояснителната страница за други населени места с името Поповци.
 Тази статия е за селото в Област София.  За другите български села с това име вижте Поповци.
Поповци е село в Западна България. То се намира в Община Ихтиман, Софийска област.

## География
Село Поповци се намира в планински район.